# 米尔福德·H·沃尔波夫
米尔福德·H·沃尔波夫（1942年—）是一位美国古人类学家，密西根大学人类学教授。